# Halle Open
Halle Open (також Відкритий чемпіонат Галле з тенісу) — міжнародний чоловічий професійний тенісний турнір серії Тур ATP 500, який проводився з 1993 року в Галле, Німеччина. Поєдинки відбуваються на чотирьох відкритих травяних кортах. Спонсорами турніру від 1993 до 2018 року була фірма Gerry Weber, з  2019 до 2021 — Noventi. Турніри 2022, 2023 років відбулися як Terra Wortmann Open.

## Фінали

### Одиночний розряд
| Рік             | Чемпіон                                        | Фіналіст                                       | Рахунок                                        |
| --------------- | ---------------------------------------------- | ---------------------------------------------- | ---------------------------------------------- |
| ↓ Тур ATP 250 ↓ |                                                |                                                |                                                |
| 1993            | Анрі Леконт                                    | Андрій Медведєв                                | 6–2, 6–3                                       |
| 1994            | Міхаель Штіх                                   | Магнус Ларссон                                 | 6–4, 4–6, 6–3                                  |
| 1995            | Марк Россе                                     | Міхаель Штіх                                   | 3–6, 7–6(13–11), 7–6(10–8)                     |
| 1996            | Ніклас Культі                                  | Євген Кафельников                              | 6–7(5–7), 6–3, 6–4                             |
| 1997            | Євген Кафельников                              | Петр Корда                                     | 7–6(7–2), 6–7(5–7), 7–6(9–7)                   |
| 1998            | Євген Кафельников (2)                          | Магнус Ларссон                                 | 6–4, 6–4                                       |
| 1999            | Ніколас Кіфер                                  | Ніклас Культі                                  | 6–3, 6–2                                       |
| 2000            | Давід Пріносіл                                 | Ріхард Крайчек                                 | 6–3, 6–2                                       |
| 2001            | Томас Юганссон                                 | Фабріс Санторо                                 | 6–3, 6–7(5–7), 6–2                             |
| 2002            | Євген Кафельников (3)                          | Ніколас Кіфер                                  | 2–6, 6–4, 6–4                                  |
| 2003            | Роджер Федерер                                 | Ніколас Кіфер                                  | 6–1, 6–3                                       |
| 2004            | Роджер Федерер (2)                             | Марді Фіш                                      | 6–0, 6–3                                       |
| 2005            | Роджер Федерер (3)                             | Марат Сафін                                    | 6–4, 6–7(6–8), 6–4                             |
| 2006            | Роджер Федерер (4)                             | Томаш Бердих                                   | 6–0, 6–7(4–7), 6–2                             |
| 2007            | Томаш Бердих                                   | Маркос Багдатіс                                | 7–5, 6–4                                       |
| 2008            | Роджер Федерер (5)                             | Філіпп Кольшрайбер                             | 6–3, 6–4                                       |
| 2009            | Томмі Гаас                                     | Новак Джокович                                 | 6–3, 6–7(4–7), 6–1                             |
| 2010            | Ллейтон Г'юїтт                                 | Роджер Федерер                                 | 3–6, 7–6(7–4), 6–4                             |
| 2011            | Філіпп Кольшрайбер                             | Філіпп Пецшнер                                 | 7–6(7–5), 2–0 retired                          |
| 2012            | Томмі Гаас (2)                                 | Роджер Федерер                                 | 7–6(7–5), 6–4                                  |
| 2013            | Роджер Федерер (6)                             | Михайло Южний                                  | 6–7(5–7), 6–3, 6–4                             |
| 2014            | Роджер Федерер (7)                             | Алехандро Фалья                                | 7–6(7–2), 7–6(7–3)                             |
| ↓ Тур ATP 500 ↓ |                                                |                                                |                                                |
| 2015            | Роджер Федерер (8)                             | Андреас Сеппі                                  | 7–6(7–1), 6–4                                  |
| 2016            | Флоріан Маєр (тенісист)                        | Александр Зверєв                               | 6–2, 5–7, 6–3                                  |
| 2017            | Роджер Федерер (9)                             | Александр Зверєв                               | 6–1, 6–3                                       |
| 2018            | Борна Чорич                                    | Роджер Федерер                                 | 7–6(8–6), 3–6, 6–2                             |
| 2019            | Роджер Федерер (10)                            | Давід Ґоффен                                   | 7–6(7–2), 6–1                                  |
| 2020            | Не проводився через Коронавірусну хворобу 2019 | Не проводився через Коронавірусну хворобу 2019 | Не проводився через Коронавірусну хворобу 2019 |
| 2021            | Уго Юмбер                                      | Андрій Рубльов                                 | 6–3, 7–6(7–4)                                  |
| 2022            | Губерт Гуркач                                  | Данило Медведєв                                | 6–1, 6–4                                       |
| 2023            | Олександр Бублик                               | Андрій Рубльов                                 | 6–3, 3–6, 6–3                                  |
| 2024            | Яннік Сіннер                                   | Губерт Гуркач                                  | 7–6(10–8), 7–6(7–2)                            |
| 2025            | Олександр Бублик                               | Данило Медведєв                                | 6–3, 7–6(7–4)                                  |

### Парний розряд
| Рік             | Чемпіони                                       | Фіналісти                                      | Рахунок                                        |
| --------------- | ---------------------------------------------- | ---------------------------------------------- | ---------------------------------------------- |
| ↓ Тур ATP 250 ↓ |                                                |                                                |                                                |
| 1993            | Петр Корда Цирил Сук                           | Майк Бауер Марк-Кевін Гелльнер                 | 7–6, 5–7, 6–3                                  |
| 1994            | Олів'є Делетр Гі Форже                         | Анрі Леконт Гері Мюллер                        | 6–4, 6–7, 6–4                                  |
| 1995            | Якко Елтінг Паул Гаргейс                       | Євген Кафельников Андрій Ольховський           | 6–2, 3–6, 6–3                                  |
| 1996            | Байрон Блек Грант Коннелл                      | Євген Кафельников Даніель Вацек                | 6–1, 7–5                                       |
| 1997            | Карстен Браш Міхаель Штіх                      | Девід Адамс Маріус Барнард                     | 7–6, 6–3                                       |
| 1998            | Елліс Феррейра Рік Ліч                         | Джон-Лаффньє де Ягер Марк-Кевін Гелльнер       | 4–6, 6–4, 7–6                                  |
| 1999            | Йонас Бйоркман Патрік Рафтер                   | Паул Гаргейс Джаред Палмер                     | 6–3, 7–5                                       |
| 2000            | Ніклас Культі Мікаель Тільстрем                | Магеш Бгупаті Давід Пріносіл                   | 7–6(7–4), 7–6(7–4)                             |
| 2001            | Деніел Нестор Сендон Столл                     | Максим Мирний Патрік Рафтер                    | 6–4, 6–7(5–7), 6–1                             |
| 2002            | Давід Пріносіл Давід Рікл                      | Йонас Бйоркман Тодд Вудбрідж                   | 4–6, 7–6(7–5), 7–5                             |
| 2003            | Йонас Бйоркман (2) Тодд Вудбрідж               | Мартін Дамм Цирил Сук                          | 6–3, 6–4                                       |
| 2004            | Леандер Паес Давід Рікл (2)                    | Томаш Цибулець Петр Пала                       | 6–2, 7–5                                       |
| 2005            | Їв Аллегро Роджер Федерер                      | Йоахім Йоханссон Марат Сафін                   | 7–5, 6–7(6–8), 6–3                             |
| 2006            | Фабріс Санторо Ненад Зімоньїч                  | Міхаель Кольманн Райнер Шуттлер                | 6–0, 6–4                                       |
| 2007            | Сімон Аспелін Юліан Ноул                       | Фабріс Санторо Ненад Зімоньїч                  | 6–4, 7–6(7–5)                                  |
| 2008            | Михайло Южний Міша Зверєв                      | Лукаш Длоуги Леандер Паес                      | 3–6, 6–4, [10–3]*                              |
| 2009            | Крістофер Кас Філіпп Кольшрайбер               | Андреас Бек Марко К'юдінеллі                   | 6–3, 6–4                                       |
| 2010            | Сергій Стаховський Михайло Южний (2)           | Мартін Дамм Філіп Полашек                      | 4–6, 7–5, [10–7]                               |
| 2011            | Роган Бопанна Айсам-уль-Хак Куреші             | Робін Гаасе Милош Раонич                       | 7–6(10–8), 3–6, [11–9]                         |
| 2012            | Айсам-уль-Хак Куреші (2) Жан-Жульєн Роєр       | Трет Х'юї Скотт Ліпскі                         | 6–3, 6–4                                       |
| 2013            | Сантьяго Гонсалес Скотт Ліпскі                 | Даніеле Браччалі Джонатан Ерліх                | 6–2, 7–6(7–3)                                  |
| 2014            | Андре Бегеманн Юліан Ноул (2)                  | Марко К'юдінеллі Роджер Федерер                | 1–6, 7–5, [12–10]                              |
| ↓ Тур ATP 500 ↓ |                                                |                                                |                                                |
| 2015            | Равен Класен Ражів Рам                         | Роган Бопанна Флорін Мерджа                    | 7–6(7–5), 6–2                                  |
| 2016            | Равен Класен (2) Ражів Рам (2)                 | Лукаш Кубот Александер Пея                     | 7–6(7–5), 6–2                                  |
| 2017            | Лукаш Кубот Марсело Мело                       | Міша Зверєв Александр Зверєв                   | 5–7, 6–3, [10–8]                               |
| 2018            | Лукаш Кубот (2) Марсело Мело (2)               | Міша Зверєв Александр Зверєв                   | 7–6(7–1), 6–4                                  |
| 2019            | Равен Класен (3) Майкл Вінус                   | Лукаш Кубот Марсело Мело                       | 4–6, 6–3, [10–4]                               |
| 2020            | Не проводився через Коронавірусну хворобу 2019 | Не проводився через Коронавірусну хворобу 2019 | Не проводився через Коронавірусну хворобу 2019 |
| 2021            | Кевін Кравіц Горія Текеу                       | Фелікс Оже-Аліассім Губерт Гуркач              | 7–6(7–4), 6–4                                  |
| 2022            | Орасіо Себальйос Марсель Гранольєрс            | Тім Пюц Майкл Вінус                            | 6-4, 6-7(5–7), [14-12]                         |
| 2023            | Марсело Мело (3) Джон Пірс (тенісист)          | Сімоне Болеллі Андреа Вавассорі                | 7–6(7–3), 3–6, [10–6]                          |
| 2024            | Сімоне Болеллі Андреа Вавассорі                | Кевін Кравіц Тім Пюц                           | 7–6(7–3), 7–6(7–5)                             |
| 2025            | Кевін Кравіц Тім Пюц                           | Сімоне Болеллі Андреа Вавассорі                | 6–3, 7–6(7–4)                                  |